# Vipio annulipes
Vipio annulipes är en stekelart som beskrevs av Gaspard Auguste Brullé 1832. Vipio annulipes ingår i släktet Vipio och familjen bracksteklar. Inga underarter finns listade i Catalogue of Life.